# Conus floridanus
Conus floridanus är en snäckart som beskrevs av William More Gabb 1868. Conus floridanus ingår i släktet Conus och familjen kägelsnäckor.

## Underarter
Arten delas in i följande underarter:
- C. f. floridanus
- C. f. burryae

## Bildgalleri

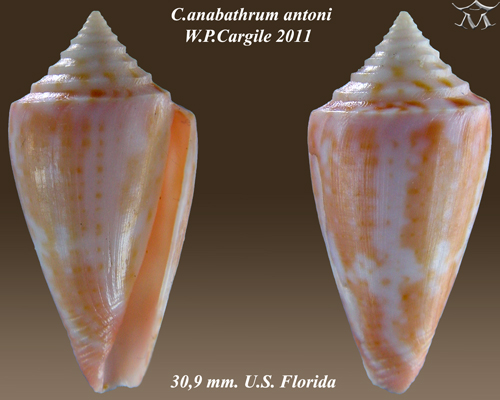
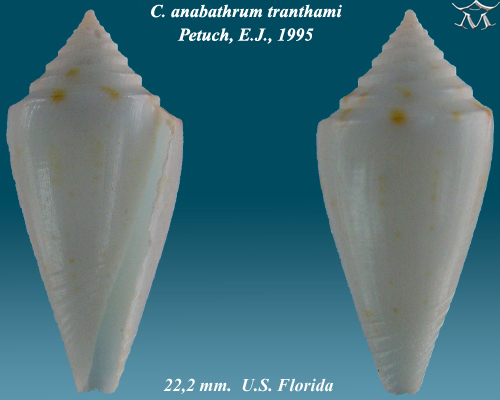
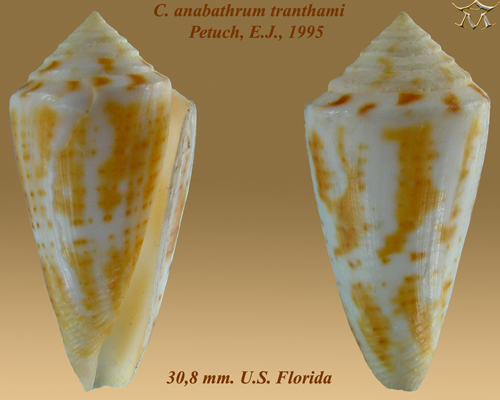
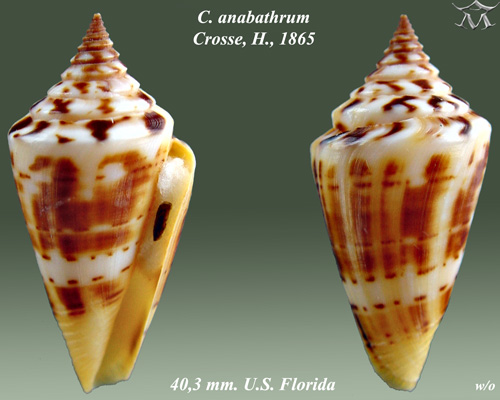
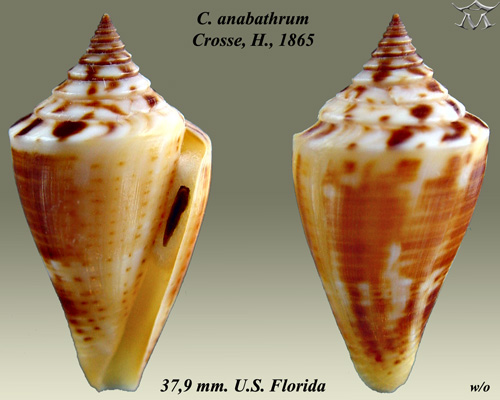